# Spencer de Grey

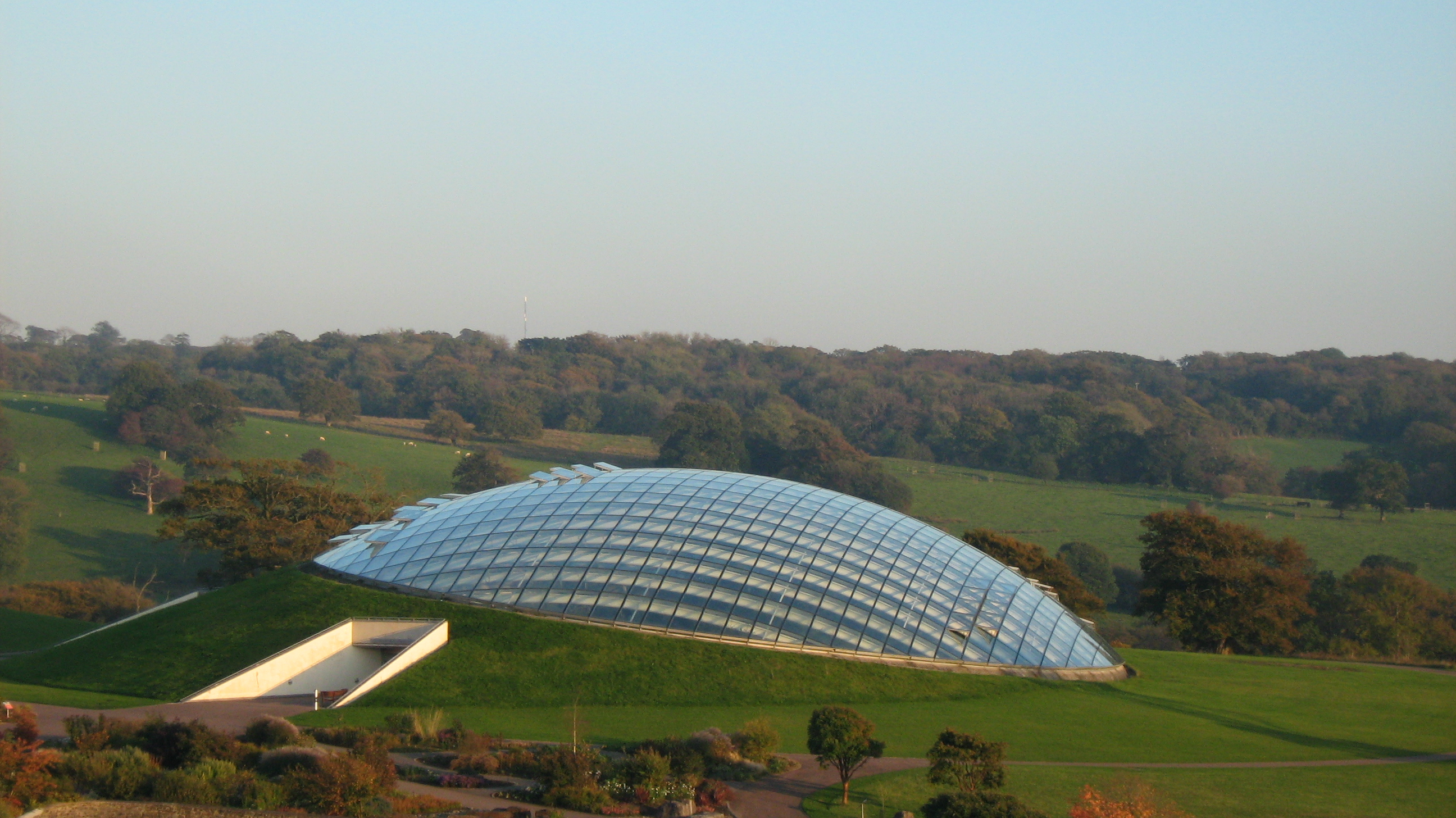
Stora glashuset, National Botanic Garden of Wales (tillsammans med Norman Foster).

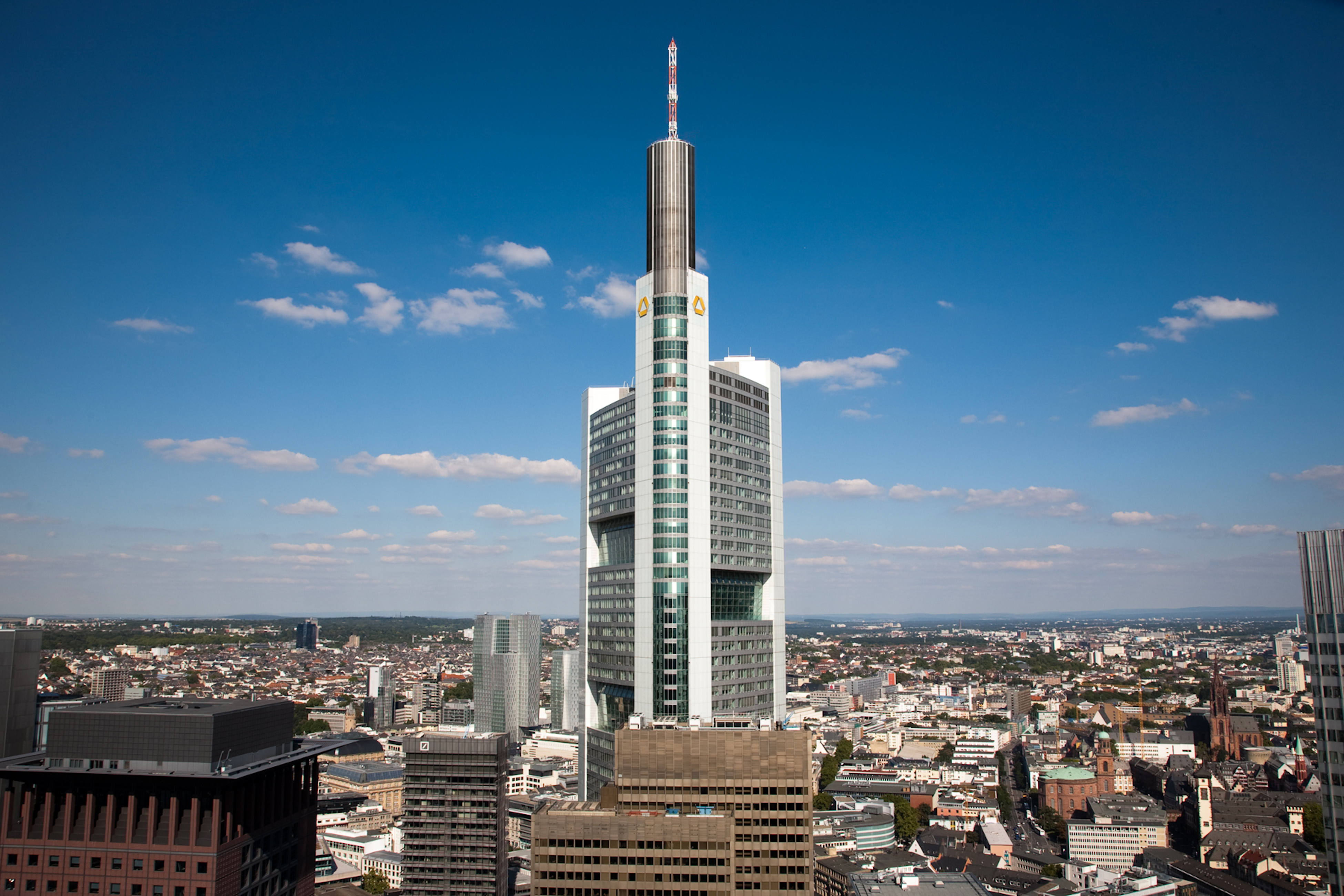
Commerzbank Tower i Frankfurt am Main (tillsammans med Norman Foster).

Spencer Thomas de Grey, född 7 juni 1944 i Farnham, Surrey i England, är en brittisk arkitekt.

## Biografi
Spencer de Grey är son till landskapsmålaren Roger de Grey och målaren Flavia Irwin. Han studerade arkitektur vid Cambridge University där han avlade examen 1969. Samma år blev han ”registrerad arkitekt” och invaldes till Royal Institute of British Architects 1993. 
År 1973 kom han till Foster Associates (nuvarande Foster + Partners). 1979 inrättade han Foster Associates kontor i Hong Kong för att leda bygget av huvudkontoret för HSBC. 1981 återvände han till London för att leda ombyggnaden av Stansted Airport. 1991 blev han delägare i Foster Associates. I maj 2007 bildades Foster + Partners där Spencer de Grey och David Nelson utnämndes till chefsarkitekter.
Han har lett ett stort antal byggprojekt både i Storbritannien utomlands, bland annat ritade han tillsammans med Norman Foster Stora glashuset i National Botanic Garden of Wales och Commerzbank Tower för tyska Commerzbank. I Sverige är han en av huvudarkitekterna för Nya Slussen som han jobbat med sedan 2009. Han har bland annat stått för formgivningen av Guldbron, Slussens nya huvudbro. På nationaldagen 2025 var han med på invigningen av nya Södermalmstorg där han förklarade visionen bakom nya Slussen.
Han är ordförande och professor vid Cambridge University School of Architecture. För sina insatser hedrades han 1997 med Brittiska imperieorden ”CBE” (Commander of the Most Excellent Order of the British Empire).

### Webbkällor
- University of Cambridge: Professor Spencer de Grey.
- Royal academy: Spencer de Grey RA (b. 1944).
- Stockholms stad: Spencer de Grey om Slussens nya huvudbro (video).